# هارالد براون (مخرج)
هارالد براون (بالألمانية: Harald Braun)‏ هو كاتب سيناريو ومنتج أفلام ومخرج ألماني، ولد في 26 أبريل 1901 في برلين في ألمانيا، وتوفي في 24 سبتمبر 1960 في كسانتن في ألمانيا.

## وصلات خارجية
- هارالد براون على موقع IMDb (الإنجليزية)
- هارالد براون على موقع روتن توميتوز (الإنجليزية)
- هارالد براون على موقع مونزينجر (الألمانية)
- هارالد براون على موقع ألو سيني (الفرنسية)
- هارالد براون على موقع قاعدة بيانات الأفلام السويدية (السويدية)
- هارالد براون على موقع قاعدة بيانات الفيلم (الإنجليزية)
- هارالد براون على موقع كينوبويسك (الروسية)